# Thylacosmilidae
Thylacosmilidae è una famiglia estinta di predatori metateri, imparentati con i marsupiali attuali, vissuti tra il Miocene e il Pliocene (circa 21-3 milioni di anni fa, dal Colhuehuapiano al Chapadmalalano) in Sud America. Come altri predatori mammiferi sudamericani precedenti al Grande Scambio Biotico Americano, questi animali appartenevano all'ordine Sparassodonta, un gruppo che occupava le stesse nicchie ecologiche dei mammiferi euteri dell'ordine Carnivora presenti negli altri continenti. La caratteristica più distintiva della famiglia è rappresentata dalle zanne allungate e lateralmente appiattite, che costituiscono un chiaro esempio di convergenza evolutiva con altri mammiferi dai denti a sciabola, come Barbourofelis e Smilodon.

## Cronologia tassonomica

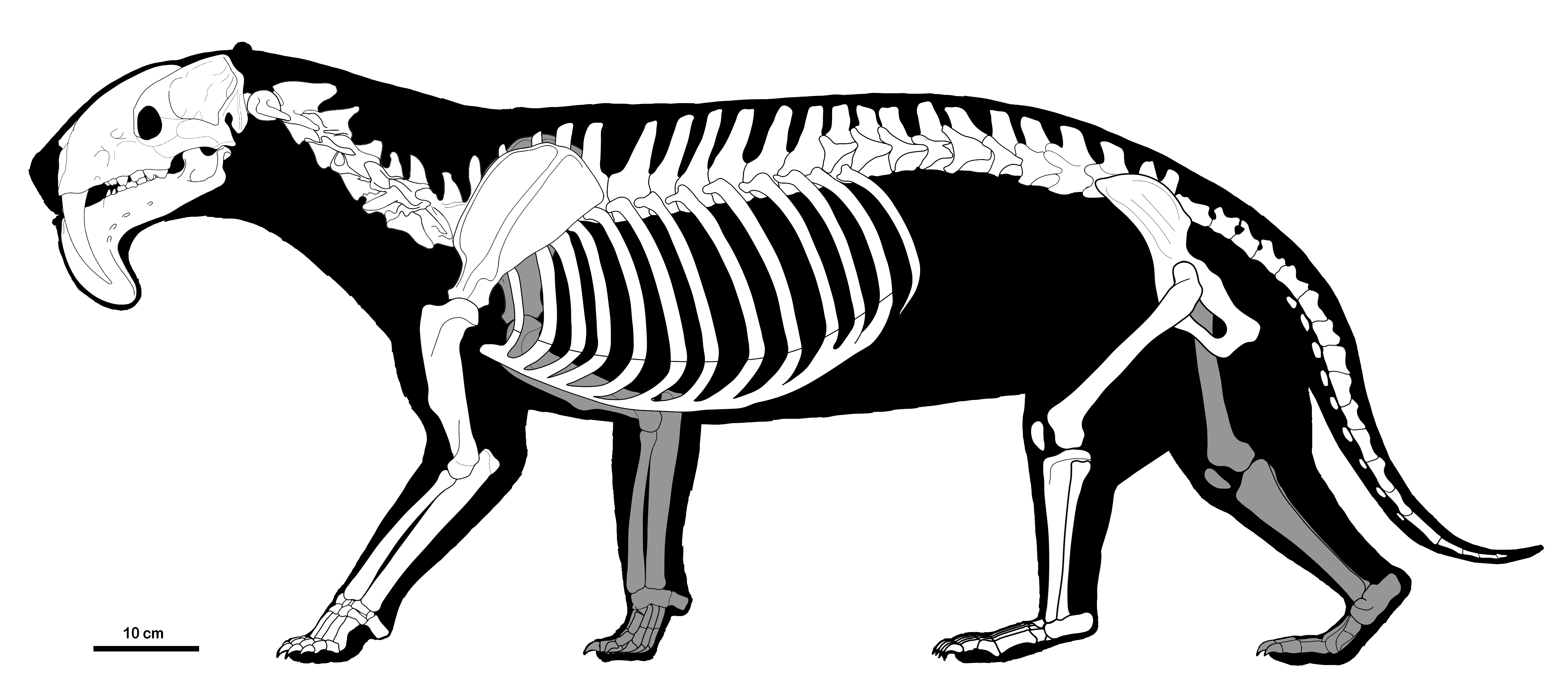
Ricostruzione scheletrica di T. atrox. Parti mancanti basate su altri membri appartenenti a Sparassodonta

La famiglia Thylacosmilidae fu istituita originariamente da Elmer S. Riggs nel 1933 per accogliere il genere Thylacosmilus, rinvenuto nella Formazione Brochero del Pliocene argentino. In seguito, la famiglia fu declassata al rango di sottofamiglia (Thylacosmilinae) all'interno della famiglia Borhyaenidae – un gruppo di sparassodonti dall'aspetto vagamente simile a quello dei canidi – partendo dal presupposto che Thylacosmilus fosse semplicemente un borhyaenide tardivo e fortemente specializzato. Tuttavia, con la scoperta di nuovi esemplari frammentari di sparassodonti affini a Thylacosmilus, provenienti da strati risalenti al Miocene e al Pliocene, la validità di Thylacosmilidae come famiglia a sé stante fu nuovamente riconosciuta.
Nel 1997, un secondo genere e specie di thylacosmilide fu descritto dal Gruppo Honda (età Laventiana) nel celebre lagerstätte di La Venta, in Colombia: si tratta di Anachlysictis gracilis. Questo animale, meno specializzato rispetto a Thylacosmilus, rappresenta la prima chiara evidenza che l'origine della famiglia risalga a un periodo precedente alla fine del Miocene. L'anatomia dei molari di Anachlysictis suggerisce infatti una parentela più stretta con sparassodonti basali come Hondadelphys, piuttosto che con forme più derivate come Borhyaena. Materiale aggiuntivo proveniente dalla Colombia, attribuibile a un piccolo sparassodonte predatore, mostra alcune caratteristiche diagnostiche dei thylacosmilidi, pur risultando ancora poco specializzato. A questi si aggiungono resti indeterminati rinvenuti in Uruguay e nella Patagonia argentina (Pliocene inferiore), che sono stati assegnati provvisoriamente alla famiglia. Nel 2010, Forasiepi e Carlini descrissero un terzo genere e specie, Patagosmilus goini, proveniente dalla Formazione Collón Cura (Miocene medio) dell'Argentina. Questo nuovo taxon presenta caratteristiche morfologiche intermedie tra Anachlysictis e Thylacosmilus, contribuendo a chiarire l'evoluzione della famiglia.

## Descrizione
La famiglia Thylacosmilidae è forse la più nota tra gli sparassodonti, grazie alle sue specializzazioni dentali e craniche, che ricordano superficialmente quelle dei felini dai denti a sciabola. Per questo motivo, i thylacosmilidi sono frequentemente citati come un classico esempio di evoluzione convergente tra mammiferi euteri (placentati) e metateri. Tuttavia, presentano anche caratteristiche uniche che li distinguono nettamente da altri mammiferi dai denti a sciabola, e che costituiscono elementi diagnostici della famiglia. Tra questi tratti distintivi figurano canini superiori a crescita continua, non soggetti a interruzione come quelli di Smilodon o Barbourofelis, molari carnassiali meno specializzati e meno efficienti nel taglio rispetto a quelli degli euteri carnivori, e grandi estroflessioni ossee della mandibola, simili a flange, che servivano a proteggere i canini a sciabola quando la bocca era chiusa.
In Thylacosmilus – l'ultimo e più specializzato rappresentante noto della famiglia – gli incisivi superiori non sono mai stati ritrovati, ma le intaccature di usura sugli incisivi inferiori suggeriscono che fossero presenti e attivi nel morso. Gli incisivi inferiori risultano piccoli, poco sviluppati e a forma appuntita. Negli altri generi di thylacosmilidi, la dentatura anteriore rimane sconosciuta a causa dell'incompletezza dei reperti. Un'altra tendenza evolutiva caratteristica della famiglia è la progressiva riduzione dei muscoli masseteri e temporali, responsabili della forza del morso. Questo portava a morsi relativamente deboli, compensati però da un forte sviluppo dei muscoli del collo, che permettevano di abbassare rapidamente la testa e trafiggere la preda con le zanne. I fossili degli arti anteriori di Thylacosmilus – gli unici noti per l'intero gruppo – indicano che l'animale non era un corridore veloce, ma era ben adattato a esercitare forza durante la cattura della preda. Tali adattamenti includevano una robusta muscolatura e un pollice semi-opponibile, probabilmente utile a bloccare o trattenere la vittima durante l'attacco.
Un studio recente ha messo in discussione la somiglianza funzionale tra i thylacosmilidi e i classici euteri dai denti a sciabola, suggerendo che le zanne non venissero usate per uccidere attivamente, ma piuttosto per lacerare carcasse già morte. Secondo questa ipotesi, la mancanza di incisivi funzionali e di molari adatti a schiacciare indicherebbe una dieta basata principalmente su viscere e tessuti molli. Inoltre, la particolare vascolarizzazione dell'osso mascellare potrebbe indicare la presenza di una struttura esterna di tessuti molli (forse simile a un «gonnellino» carnoso), oggi scomparsa, la cui funzione resta ancora da chiarire.